# Zosterops rotensis
El anteojitos de la Rota (Zosterops rotensis) es una especie de ave paseriforme de la familia Zosteropidae.

## Distribución geográfica
Es endémica de Isla Rota, en las Islas Marianas del Norte.

## Estado de conservación
Se encuentra amenazada por la pérdida de su hábitat natural.